# 森下交脈環蝶
森下交脈環蝶（学名：Amathuxidia morishitai），蛱蝶科眼蝶亚科交脉环蝶属的一种，分布于中国海南岛地区，是海南岛特有种。种小名源自日本蝴蝶专家森下和彦的姓氏，以感谢其对《中国蝶类志》一书编写的支持。
本种于2006年被收录入《海南省省级重点保护陆生野生动物名录》，2023年被收录入中国《有重要生态、科学、社会价值的陆生野生动物名录》。